# رافائل استامبولتسیان
رافائل بارویری استامبولتسیان (ارمنی: Ռաֆայել Պարույրի Ստամբոլցյան؛  زادهٔ ۲۲ ژوئیهٔ ۱۹۲۲ - درگذشته ۹ ژوئیهٔ ۲۰۱۲) قلب‌شناس، استاد اهل ارمنستان بود.

## زندگی‌نامه
وی در ۲۲ ژوئیهٔ ۱۹۲۲ در ایروان به دنیا آمد و از دانشگاه پزشکی دولتی ایروان فارغ‌التحصیل گشت. همچنین برندهٔ جوایزی همچون نشان جنگ میهنی (درجه یک و درجه دو)، دانشمند شایسته ارمنستان شوروی ()، نشان برجسته افتخار، مدال طلای س. بوتکین و مدال مخیتار هراتسی( ) شده است. وی در ۹ ژوئیهٔ ۲۰۱۲ در سن ۸۹ سالگی در ایروان درگذشت.

## یادداشت
1. ↑  բժշկական գիտությունների դոկտոր
2. ↑  Ս․ Բոտկինի անվան ոսկե մեդալ